# Oberpostdirektion Minden

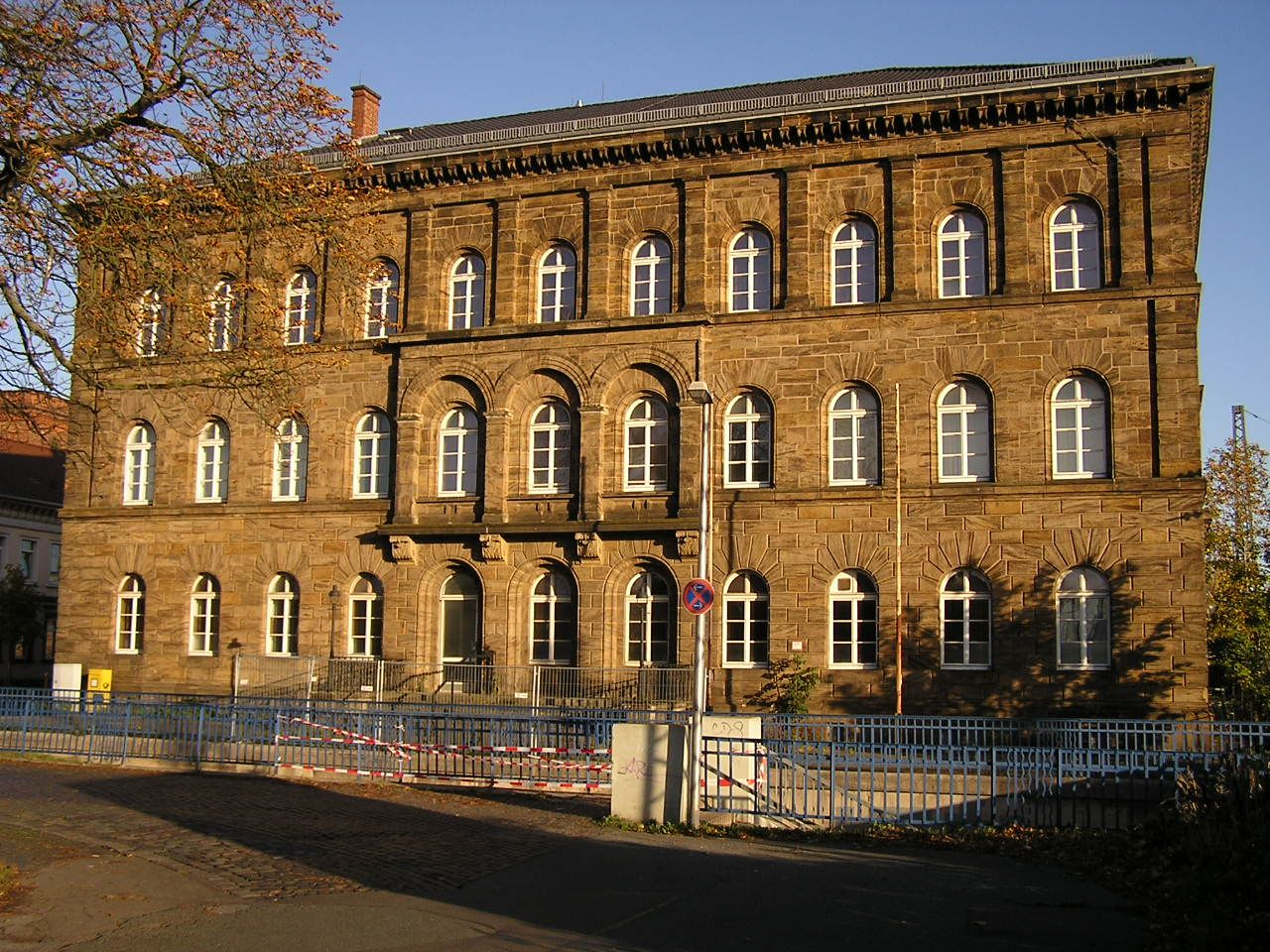
Das erste Gebäude der Oberpostdirektion Minden

Die Oberpostdirektion Minden (OPD Minden) wurde am 1. Januar 1850 in Minden/Westf. als eine Mittelbehörde der Postverwaltung im Regierungsbezirk Minden eingerichtet.
Ihr unterstanden die Postämter, Fernmeldeämter, Fernmeldezeugämter, die Postscheckämter und die Postsparkassenämter.
1934 wurde die Oberpostdirektion Minden aufgelöst und in die Oberpostdirektion Münster integriert, die wiederum bis zur Auflösung der Deutschen Bundespost im Jahre 1989 bestand.

## Geschichte
Durch eine Kabinettsorder vom 19. September 1849 wurde in jedem der 26 Regierungsbezirke Preußens eine Oberpostdirektion ins Leben gerufen. Die am 1. Januar 1850 eingerichtete damalige Kaiserliche Oberpostdirektion Minden war zunächst für den Regierungsbezirk Minden, das Fürstentum Waldeck und Pyrmont und ab 1867 auch für die Fürstentümer Lippe und Schaumburg-Lippe zuständig. Da sie als Grenzpostamt nach Hannover diente, wurde am Bahnhof ein eigenes neues Gebäude errichtet. Mit der Annexion des Königreichs Hannover 1866 war die Grenzaufgabe hinfällig geworden und die Oberpostdirektion Minden wurde zum 1. Juni 1869 aufgelöst. Die Gebiete des Regierungsbezirks Minden, Schaumburg-Lippe und Lippe gingen an die Oberpostdirektion Münster, die Gebiete Waldeck und Pyrmont an die Oberpostdirektion Kassel. Mit dem Abbruch und der Räumung des Hauptpostamts auf dem ehemaligen Deichhof an der Poststraße war sie von 1869 bis 1881 im Erdgeschoss des reichseigenen Gebäudes der Oberpostdirektion am Bahnhof untergebracht. 
Neustrukturierungen der Post machten eine Wiedergründung möglich: Am 1. Januar 1876 wurde die Oberpostdirektion Minden erneut eingerichtet. Sie bestand bis zum 31. März 1934, an dem die Oberpostdirektion Minden im Zuge der Verwaltungsvereinfachung wieder in die Oberpostdirektion Münster eingegliedert wurde.
Daraufhin bestand die Notwendigkeit das Hauptpostamt aus dem Gebäude der Oberpostdirektion am Bahnhof heraus und wieder in die Innenstadt zu bringen. Ab 1881 bis zum Abbruch 1883 und an gleicher Stelle erfolgter Neubau ab 1885 bestand die Mindener Hauptpost auf dem Großen Domhof. In dem Gebäude, das unter Denkmalschutz steht und in der Denkmalliste der Stadt unter der Nr. 708 geführt wird, befindet sich heute die Postbank-Filiale.

## Oberpostdirektoren und Präsidenten
von 1850–1869
- Karl Gottlieb Rößler (* 1797  † 1857) →  01.01.1850 – 11.11.1857
- Theodor Petersson  Vertreter → 12.11.1857 – 14.08.1858
- Johann Karl August Braune (* 1818  † 1903) → 15.08.1858 – 30.04.1866
- Hermann Julius Friedrich Bormann (* 1819  † 1894) → 01.05.1866 – 30.06.1867
- August Friedrich Lenz (* 1809  † 1869) →  01.07.1867 – 11.05.1869, ab April 1868 erkrankt
- Vertreter: Postrat Theodor Petersson  → 12.05.1869 – 30.06.1869

nach Wiedereinrichtung von 1876–1934
- Hirsch  →  01.01.1876 – 30.09.1879
- Friedrich Eugen Schwerd (* 1828  † 1905) → 01.10.1879 – 31.01.1886
- Friedrich Wilhelm Heinrich Gustav Tybusch (* 1833  † 1897) → 01.02.1886 – 31.12.1894
- Adolf Paul Johannes Klihm (* 1848  † 1919) →  01.01.1895 – 30.06.1900[3]
- Theodor Ernst Jonathan Kempte (* 1843  † 1928) →  08.04.1900 – 31.03.1910[4]
- Johann Heinrich August Wiegmann (* 1857  † 1945) → 01.04.1910 – 30.09.1923, ab 01.04.1920 Präsident
- Vertreter: Ober- und Geheimer Postrat August Albrecht → 15.07.1923 – 04.10.1923
- Heinrich Karl Georg Bernhard Busse (* 1863  † 1945) Präsident →  01.10.1923 – 30.06.1924
- Friedrich Wilhelm Homberg (* 1867  † 1955) Präsident →  01.07.1924 – 30.11.1932[5]
- Oberpostrat und Abteilungsdirigent Max Robert Paul Deussing (* 1870  † nach 1945) Abteilungsdirigent → 01.12.1932 – 31.03.1934[6]

## Kraftpostlinien
Die Oberpostdirektion Minden war auch für die Einrichtung und den Betrieb von sogenannten Kraftpostlinien zuständig. Ab 1921 verkehrte eine Linie von Kalletal nach Vlotho und ab 1923 eine Linie von Lübbecke nach Lemförde.

## Gebäude
Die Einrichtung der Oberpostdirektion in Minden 1850 begann noch im damaligen Postdienstgebäude des Postamts auf dem ehemaligen Deichhof. Im Jahr 1847 erschloss die Cöln Mindener Eisenbahn das Gebiet des rechten Weserufers von Minden, wo man das Gebäude der Oberpostdirektion Minden in der Nähe des Bahnhofs an der heutigen Friedrich-Wilhelm-Straße/Ecke Kaiserstraße erbaute. Der Bau wurde am 3. Februar 1855 begonnen und 1858 beendet. Hier sollten die Bahnpost ins zeitweise feindliche Hannover einer Grenzkontrolle unterworfen werden und die Mobilität der Eisenbahn für eigene Transporte genutzt werden. Der stattliche dreigeschossige Quaderbau hat eine repräsentative Fassade aus Portasandstein und passt sich damit den äußeren Merkmalen des Bahnhofs Minden an.
1905 reichte der Platz an diesem Standort nicht mehr und es wurde mit dem Bau eines neuen Gebäudes an der heutigen Heidestraße in der nördlichen Innenstadt am linken Weserufer begonnen. Das neue Grundstück wurde der Post unentgeltlich zur Verfügung gestellt, nachdem der Staat als Betreiber der Oberpostdirektion zuvor gedroht hatte, diese an einen anderen Ort zu verlegen. Dieses Gebäude wurde bis zur Auflösung der Behörde im Jahre 1934 genutzt und beherbergt heute das Finanzamt Minden. Im alten Gebäude wurde das Mindener Bahnhofspostamt weiterbetrieben. Beide Gebäude sind in der Denkmalliste der Stadt Minden unter Nr. 234 und Nr. 237 eingetragen.

## Heutige Situation am Bahnhof
Das erste Gebäude der Oberpostdirektion Minden am Bahnhof stand einige Zeit leer. Die Stadt Minden beschloss im Januar 2009 für das Gebiet einen Stadtumbau in der auch eine Nutzung als Hotel angedacht war. Die Pläne wurden nicht realisiert. Anfang Februar 2010 kaufte der Mindener Bildungsträger Fachwerk, bisher beheimatet im ehemaligen Bahnlager am Schwarzen Weg das Haus, um hier Büros und Werkstätten einzurichten. Inzwischen sind dort Lehrräume für verschiedene Kurse zur Berufsvorbereitung, Aktivierungshilfen und Produktionsschulen entstanden.